# Beth Israel Deaconess Medical Center
El Beth Israel Deaconess Medical Center (abreviat com BIDMC, traduït seria Centre Mèdic de la Diaconessa de la Casa d'Israel) de Boston, Massachusetts, és un hospital docent de la Harvard Medical School (Escola de Medicina de Harvard). Es va formar a partir de la fusió del 1996 del Beth Israel Hospital (l'Hospital de la Casa d'Israel, fundat el 1916) i el New England Deaconess Hospital (l'hospital de la Diaconessa de Nova Anglaterra, fundat el 1896). Entre els hospitals docents independents, el BIDMC se situa constantment entre els tres principals beneficiaris de finançament de la investigació biomèdica dels National Institutes of Health. El finançament de la investigació totalitza gairebé 200 milions de dòlars anuals. Els investigadors del BIDMC realitzen més de 850 projectes patrocinats actius i 200 assaigs clínics. El Centre de Recerca Clínica General de Harvard-Thorndike, el laboratori d'investigació clínica més antic dels Estats Units, es troba en aquest lloc des de 1973.